# Swiss Irontrail

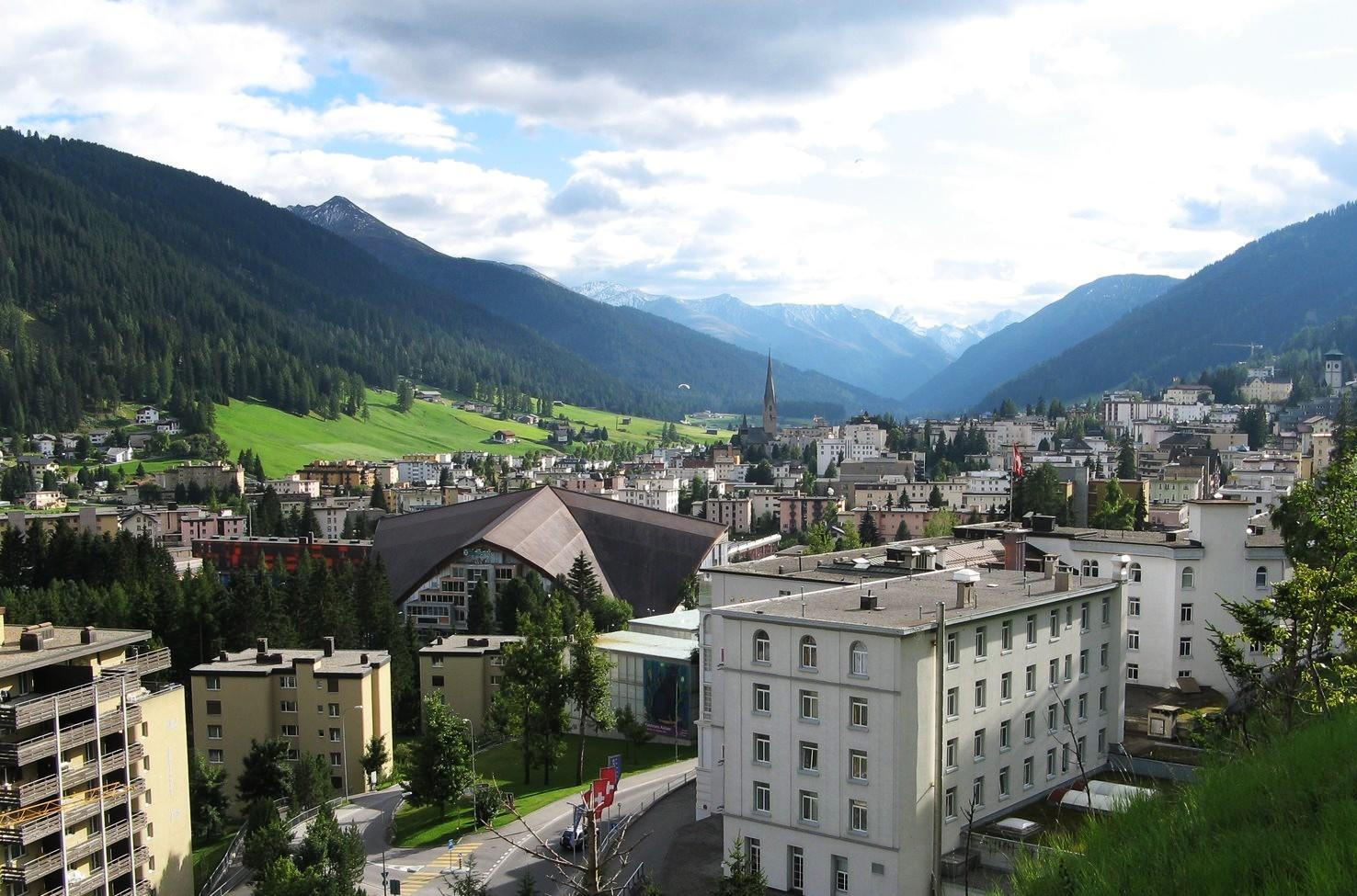
Davos, Startort von T201, T121, T41 und D21 sowie Endpunkt aller Strecken des Swiss Irontrail

Der Swiss Irontrail (SIT) ist ein 2012 ins Leben gerufener Traillauf im Schweizer Kanton Graubünden. Hauptbewerb ist seit 2015 ein Ultramarathon (T201) von 200,3 km Länge mit Start und Ziel in Davos. Daneben werden zwei weitere Ultramarathonläufe (T121 und T91), ein Berg-Marathon (T41) sowie zwei Berg-Halbmarathons (A21 und D21) ausgetragen. Die an der Veranstaltung beteiligten Destinationen sind Davos, Arosa, Savognin und Engadin-St. Moritz.
Der Lauf wurde von den Veranstaltern des Swiss Alpine Marathon ins Leben gerufen und ist bis dato der längste und anspruchsvollste Ultramarathon in den Alpen.

## Strecken

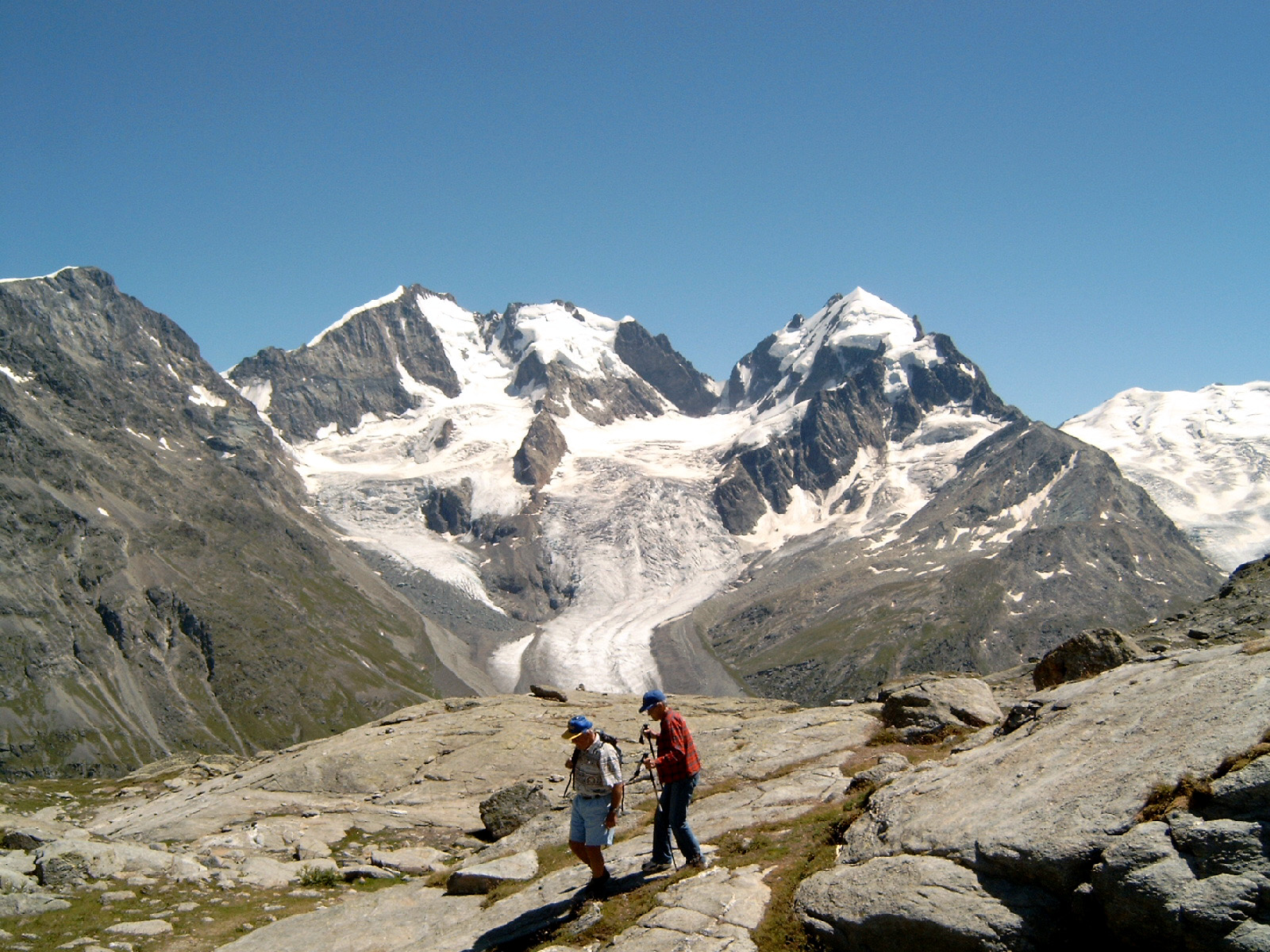
Die Fuorcla Surlej mit ihrem Ausblick auf die Berninagruppe ist der Kulminationspunkt des T201

- Der Rundkurs des T201 nimmt den folgenden Verlauf: Davos Platz – Sertigpass – Kesch-Hütte – Bergün – Fuorcla Crap Alv – Margunin – Samedan – Muottas Muragl – Segantinihütte – Pontresina – Fuorcla Surlej – Sils Maria – Maloja – Pass Lunghin – Bivio – Kanonensattel – Alp Flix – Fureschla da Colm – Tinizong – Savognin – Salouf – Mon – Tiefencastel – Alvaschein – Lain – Sporz – Lenzerheide – Alp Scharmoin – Urdenfürggli – Hörnlihütte – Carmenna – Weisshorn – Arosa – Medergen – Sapün Jatz – Strelapass – Davos Platz. Das Zeitlimit beträgt 64 Stunden.

- Der T121 ist eine verkürzte Variante des T201 (ohne die Schlaufe Bergün–Engadin–Savognin), ebenfalls mit Start und Ziel in Davos Platz. Das Zeitlimit beträgt 40 Stunden.

- Der T91 ist eine verkürzte Variante des T121 mit Start in Bergün und Ziel in Davos Platz. Das Zeitlimit beträgt 34,75 Stunden.

- Der T41 ist ein Berg-Marathon von Davos Platz nach Arosa und zurück. Die Strecke verläuft via Schatzalp, Stafelalp, Maienfelder Furgga, Arosa, Medergen, Sapün Jatz, Strelapass. Das Zeitlimit beträgt 16 Stunden.

- Der D21 ist ein Berg-Halbmarathon mit Start und Ziel in Davos Platz. Die Hiking-Strecke verläuft via Schatzalp, Stafelalp, Chörbsch Horn, Latschüelfurgga, Strelapass. Das Zeitlimit beträgt 9,5 Stunden.

- Der A21 ist ein Berg-Halbmarathon mit Start in Arosa und Ziel in Davos Platz. Die Hiking-Strecke folgt dem Trassee des T41. Das Zeitlimit beträgt 13,5 Stunden.

### Länge und Höhenmeter der Strecken
- T201: 200,3 km + 11'440 m / – 11'440 m
- T121: 124,7 km + 6'990 m / – 6'990 m
- T91: 90,3 km + 5'420 m / – 5'240 m
- T41: 42,3 km + 2'290 m / – 2'290 m
- D21: 23,7 km + 1'270 m / – 1'270 m
- A21: 18,6 km + 1'060 m / – 1'250 m

## Statistik
- Swiss Irontrail 2015, Davos – Ergebnisse. datasport.com
- Swiss Irontrail 2014, Davos – Ergebnisse. datasport.com
- Swiss Irontrail 2013, Pontresina-Davos – Ergebnisse. datasport.com.

### Streckenrekorde

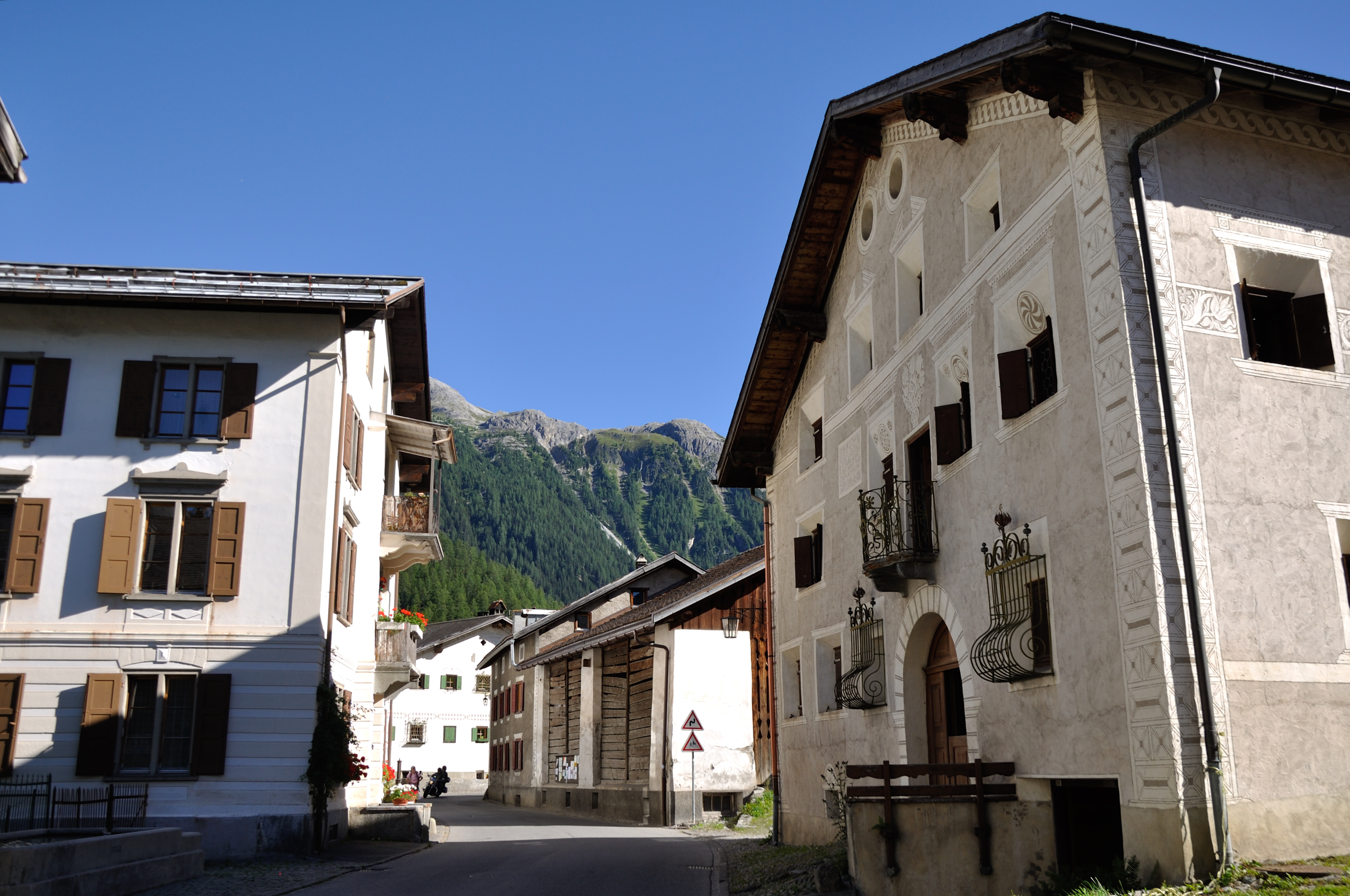
In Bergün startet der T91

Infolge erheblicher Streckenänderungen sind die Sieger- bzw. Rekordzeiten nur bedingt vergleichbar.
T201
- Männer: 34:20:34 h, Ramon Casanovas (SUI), 2015
- Frauen: 34:53:36 h, Andrea Huser (SUI), 2015

T141 (bis 2014)
- Männer: 19:54:03 h, Matthias Dippacher (GER), 2013
- Frauen: 30:00:34 h, Arianna Regis (SUI), 2014

T121 (seit 2015)
- Männer: 18:14:53 h, Jimmy Pellegrini (ITA), 2015
- Frauen: 23:31:10 h, Lada Zrzavecka (CZE), 2015

T91 (seit 2015)
- Männer: 13:32:34 h, Csaba Németh (HUN), 2015
- Frauen: 16:35:39 h, Ildikó Wermescher (GER), 2015

T81 (bis 2014)
- Männer: 11:47:30 h, Yan Balduchelli (SUI), 2013
- Frauen: 12:11:19 h, Ildikó Wermescher (GER), 2013

T41
- Männer: 4:23:39 h, Gion Andrea Bundi (SUI), 2014
- Frauen: 5:41:25 h, Noémi Thommen (SUI), 2015

D21 (seit 2015)
- Männer: 2:15:13 h, Stefan Sulser (SUI), 2015
- Frauen: 2:46:32 h, Vera Nina Schneebeli (SUI), 2015

A21 (2014: T21)
- Männer: 2:04:55 h, Andrin Thöny (SUI), 2015
- Frauen: 2:20:29 h, Jorien Delhez (SUI), 2015

### Siegerlisten

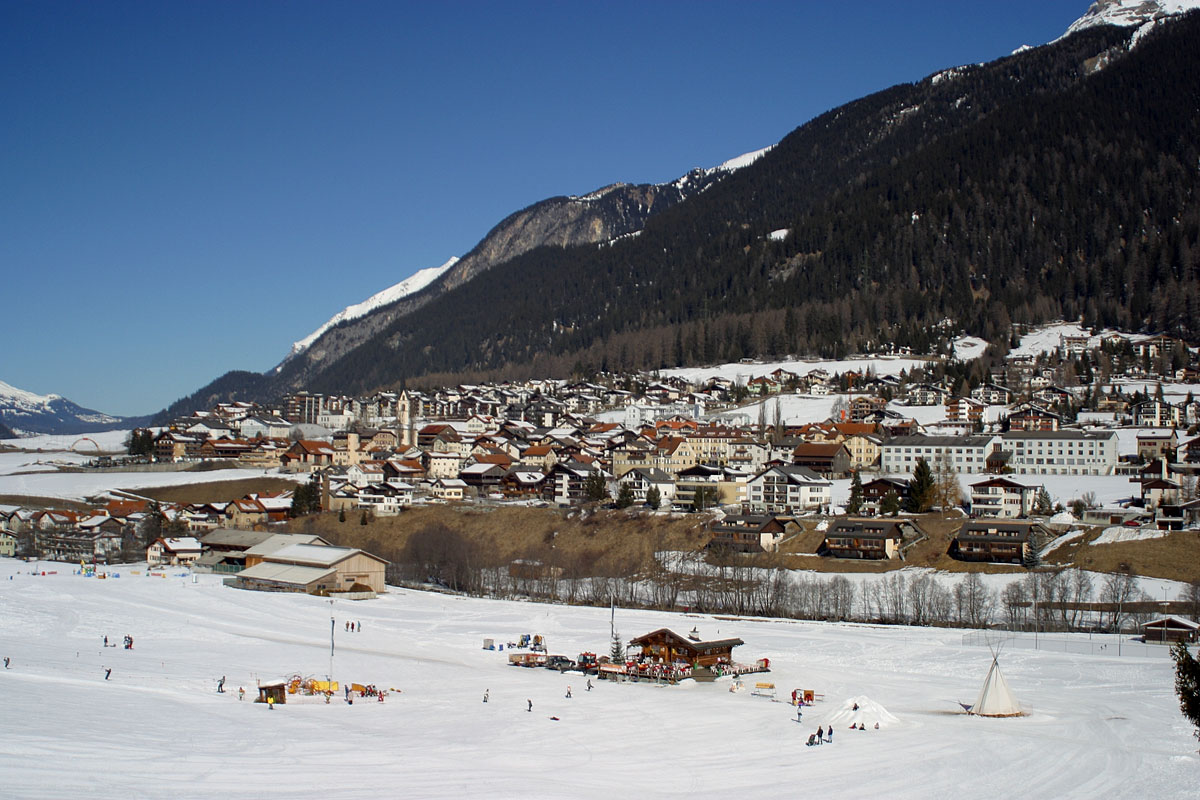
In Savognin führen T201, T121 und T91 vorbei

#### T201
| Datum         | Männer          | Nation      | Zeit (h) | Frauen             | Nation  | Zeit (h) |
| ------------- | --------------- | ----------- | -------- | ------------------ | ------- | -------- |
| 4. Sep. 2015  | Ramon Casanovas | Schweiz     | 34:20:34 | Andrea Huser       | Schweiz | 34:53:36 |
| 14. Aug. 2014 | Thomas Ernst    | Schweiz     | 38:54:15 | Denise Zimmermann  | Schweiz | 38:15:54 |
| 11. Aug. 2013 | Andreas Allwang | Deutschland | 38:14:57 | Giuliana Arrigioni | Italien | 43:29:22 |

#### T141 (bis 2014)
| Datum         | Männer             | Nation      | Zeit (h) | Frauen             | Nation  | Zeit (h) |
| ------------- | ------------------ | ----------- | -------- | ------------------ | ------- | -------- |
| 14. Aug. 2014 | Marco Gazzola      | Schweiz     | 22:33:18 | Arianna Regis      | Schweiz | 30:00:34 |
| 11. Aug. 2013 | Matthias Dippacher | Deutschland | 19:54:03 | Jeannette Odermatt | Schweiz | 26:39:56 |

#### T121 (seit 2015)
| Datum        | Männer           | Nation  | Zeit (h) | Frauen         | Nation     | Zeit (h) |
| ------------ | ---------------- | ------- | -------- | -------------- | ---------- | -------- |
| 4. Sep. 2015 | Jimmy Pellegrini | Italien | 18:14:53 | Lada Zrzavecka | Tschechien | 23:31:10 |

#### T91 (seit 2015)
| Datum        | Männer       | Nation | Zeit (h) | Frauen            | Nation      | Zeit (h) |
| ------------ | ------------ | ------ | -------- | ----------------- | ----------- | -------- |
| 4. Sep. 2015 | Csaba Németh | Ungarn | 13:32:34 | Ildikó Wermescher | Deutschland | 16:35:39 |

#### T81 (bis 2014)
| Datum         | Männer          | Nation  | Zeit (h) | Frauen             | Nation      | Zeit (h) |
| ------------- | --------------- | ------- | -------- | ------------------ | ----------- | -------- |
| 14. Aug. 2014 | Jay Aldous      | Italien | 12:29:20 | Brigitte Eggerling | Schweiz     | 14:25:01 |
| 11. Aug. 2013 | Yan Balduchelli | Schweiz | 11:47:30 | Ildikó Wermescher  | Deutschland | 12:11:19 |

#### T41

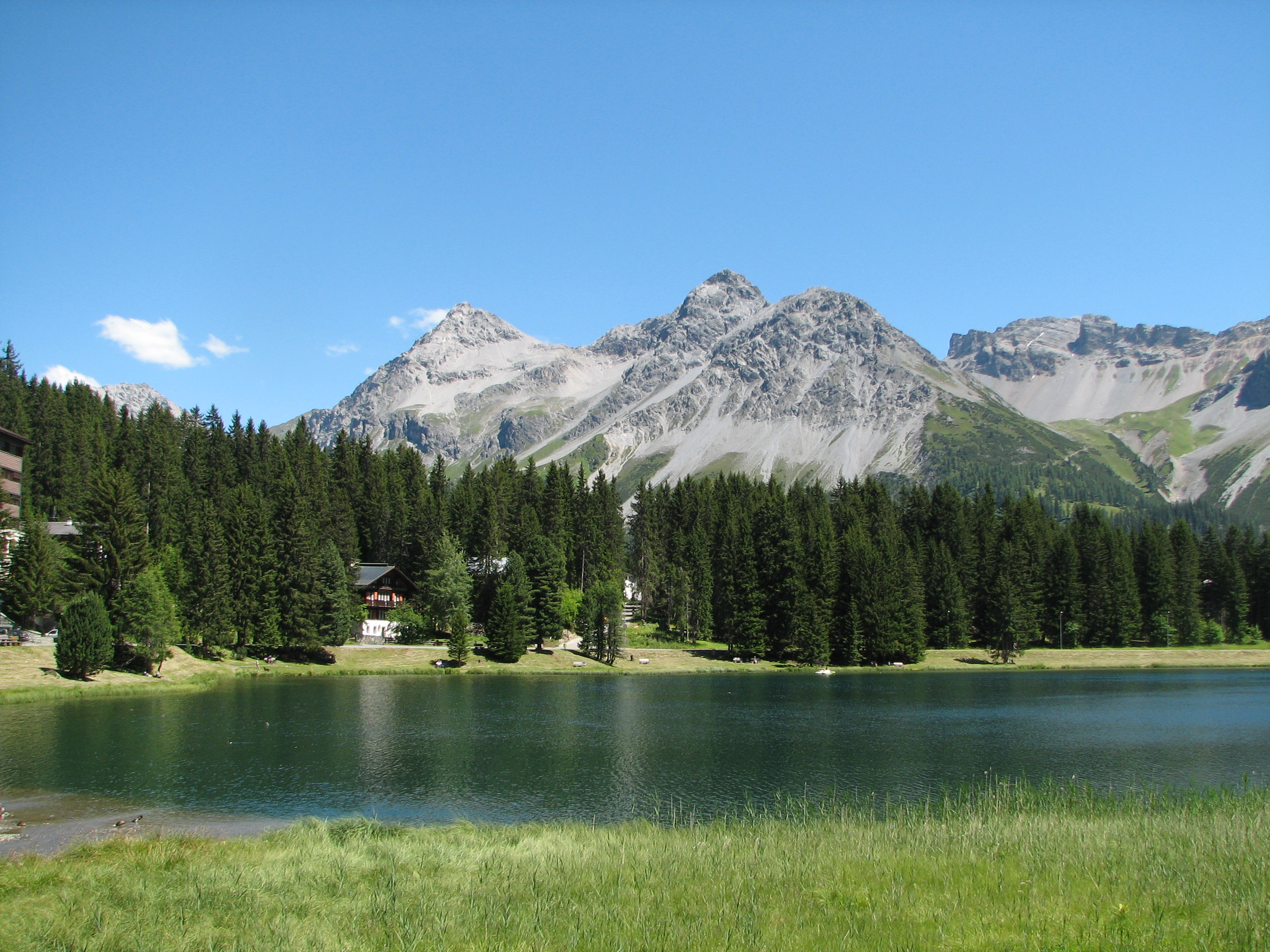
Der Obersee in Arosa: Ausgangspunkt des A21

| Datum         | Männer            | Nation  | Zeit (h) | Frauen                             | Nation                    | Zeit (h) |
| ------------- | ----------------- | ------- | -------- | ---------------------------------- | ------------------------- | -------- |
| 4. Sep. 2015  | Daniel Bolt       | Schweiz | 4:25:17  | Noémi Thommen                      | Schweiz                   | 5:41:25  |
| 14. Aug. 2014 | Gion Andrea Bundi | Schweiz | 4:23:39  | Simone Philipp & Ildikó Wermescher | Deutschland & Deutschland | 6:10:54  |
| 11. Aug. 2013 | Bernhard Hug      | Schweiz | 5:59:13  | Helen Bonsor                       | Vereinigtes Königreich    | 6:18:17  |

#### D21 (seit 2015)
| Datum        | Männer        | Nation  | Zeit (h) | Frauen               | Nation  | Zeit (h) |
| ------------ | ------------- | ------- | -------- | -------------------- | ------- | -------- |
| 4. Sep. 2015 | Stefan Sulser | Schweiz | 2:15:13  | Vera Nina Schneebeli | Schweiz | 2:46:32  |

#### A21 (2014: T21)
| Datum         | Männer       | Nation             | Zeit (h) | Frauen        | Nation  | Zeit (h) |
| ------------- | ------------ | ------------------ | -------- | ------------- | ------- | -------- |
| 4. Sep. 2015  | Andrin Thöny | Schweiz            | 2:04:55  | Jorien Delhez | Schweiz | 2:20:29  |
| 14. Aug. 2014 | Martin Guess | Vereinigte Staaten | 2:07:27  | Lena Kropf    | Schweiz | 2:44:59  |

### Finisherzahlen
| Jahr | T201 | T141 | T121 | T91 | T81 | T41 | D21 | A21 | Total |
| ---- | ---- | ---- | ---- | --- | --- | --- | --- | --- | ----- |
| 2015 | 93   | n/a  | 66   | 58  | n/a | 174 | 327 | 97  | 815   |
| 2014 | 70   | 28   | n/a  | n/a | 115 | 147 | n/a | 177 | 537   |
| 2013 | 36   | 39   | n/a  | n/a | 59  | 81  | n/a | n/a | 215   |

## Austragung 2015
Für die Austragung 2015 wurden T141 und T81 gestrichen und die drei neuen Strecken T121, T91 und D21 ins Programm aufgenommen. Der T21 wurde in A21 umbenannt.

## Austragung 2014
Auch die Erfahrungen von 2013 führten zu Änderungen in der Streckenanlage und der Organisation. 2014 wurde der T201 erstmals als Rundkurs Davos–Davos durchgeführt. Infolge diverser Rüfen im Val Bever verlief die Strecke zwischen Crap Alv und Samedan 2014 über den Albulapass, Alp Proliebas und Samedan. Dies hatte eine Mehrlänge von 4,1 km und eine Minderhöhe von 600 m zur Folge. Denise Zimmermann lief im T201 nicht nur einen neuen Streckenrekord bei den Damen, sondern errang auch den Tagessieg vor allen teilnehmenden Männern.

### Strecken 2014

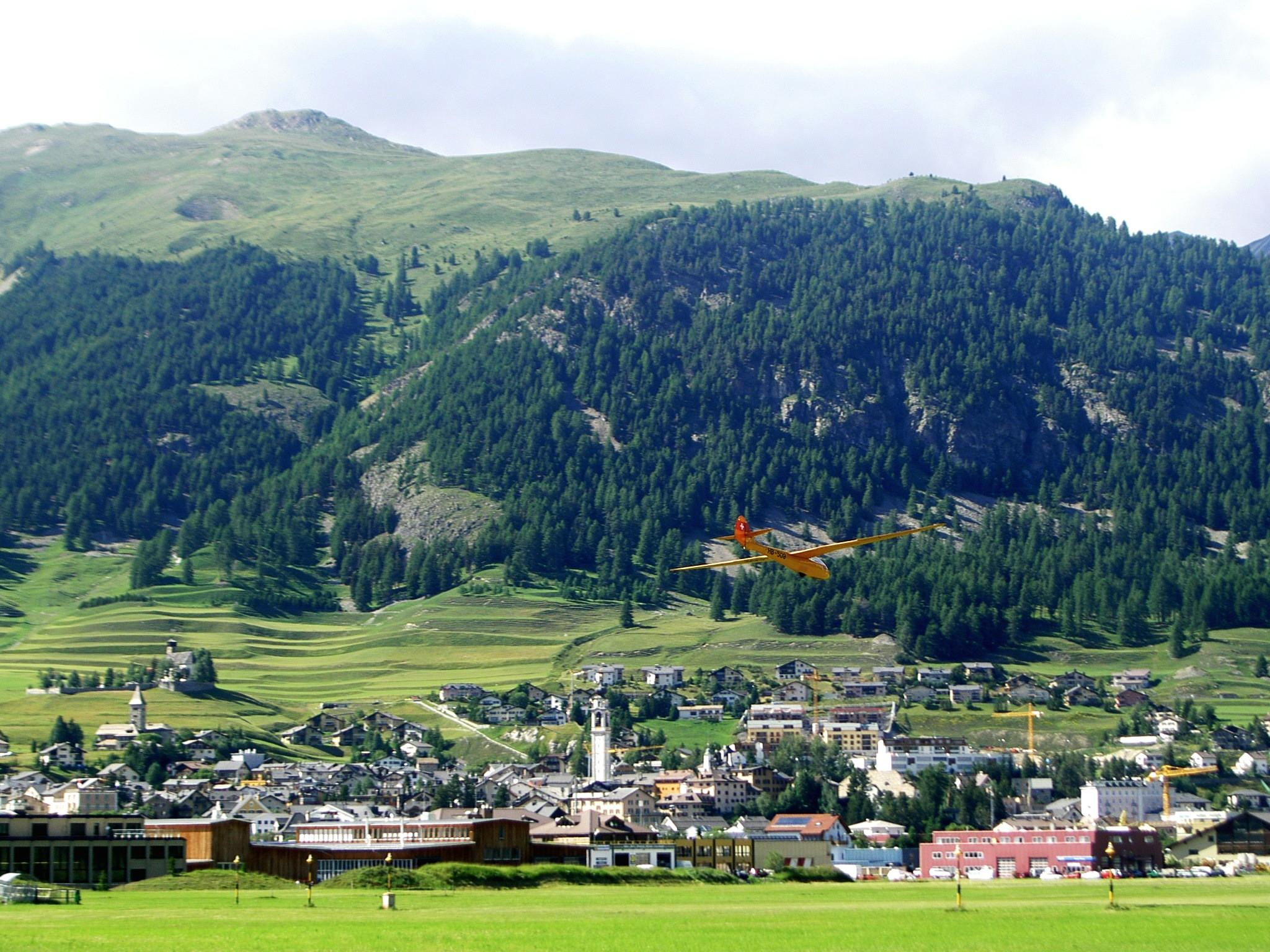
In Samedan startete der T141

- Der Rundkurs des T201 nahm den folgenden Verlauf: Davos Platz – Sertigpass – Kesch-Hütte – Bergün – Fuorcla Crap Alv – Margunin – Samedan – Muottas Muragl – Segantinihütte – Pontresina – Fuorcla Surlej – Sils Maria – Maloja – Pass Lunghin – Bivio – Kanonensattel – Alp Flix – Fureschla da Colm – Tinizong – Savognin – Salouf – Mon – Tiefencastel – Alvaschein – Lain – Sporz – Lenzerheide – Alp Scharmoin – Urdenfürggli – Hörnlihütte – Carmenna – Weisshorn – Arosa – Medergen – Sapün Jatz – Strelapass – Davos Platz. Das Zeitlimit betrug 66 Stunden. Es wurden maximal 400 Läufer zugelassen. Teilnahmeberechtigung ab 18 Jahren.

- Der T141 war eine verkürzte Variante des T201 mit Start in Samedan und Ziel in Davos Platz. Das Zeitlimit betrug 54 Stunden. Es wurden maximal 400 Läufer zugelassen. Teilnahmeberechtigung ab 18 Jahren.

- Der T81 war eine weiter verkürzte Variante mit Start in Savognin und Ziel in Davos Platz. Das Zeitlimit betrug 43,5 Stunden. Es gab keine Begrenzung der Teilnehmerzahl. Teilnahmeberechtigung ab 18 Jahren.

- Der T41 war ein Berg-Marathon mit Start in Lenzerheide und Ziel in Davos Platz. Die Strecke folgte dem Trassee der längeren Bewerbe. Das Zeitlimit betrug 20,5 Stunden. Es gab keine Begrenzung der Teilnehmerzahl. Teilnahmeberechtigung ab 12 Jahren.

- Der T21 war ein Berg-Halbmarathon mit Start in Arosa und Ziel in Davos Platz. Die Strecke folgte der Trasse der längeren Bewerbe. Das Zeitlimit betrug 19,5 Stunden. Es gab keine Begrenzung der Teilnehmerzahl. Teilnahmeberechtigung ab 12 Jahren.

### Länge und Höhenmeter der Strecken 2014
- T201: 201,8 km + 11'480 m / – 11'480 m
- T141: 145,8 km + 8'220 m / – 8'370 m
- T81: 88,1 km + 5'010 m / – 4'630 m
- T41: 42,7 km + 2'600 m / – 2'510 m
- T21: 21,1 km + 1'140 m / – 1'330 m

## Austragung 2013
Das Jahr 2013 sah zum bislang letzten Mal eine Austragung, bei der sich Start und Ziel des T201 nicht in Davos befanden. Es standen wie 2012 vier Distanzen im Programm, wobei der T71 durch den T81 und der T21 durch den T41 abgelöst wurde.

### Strecken 2013

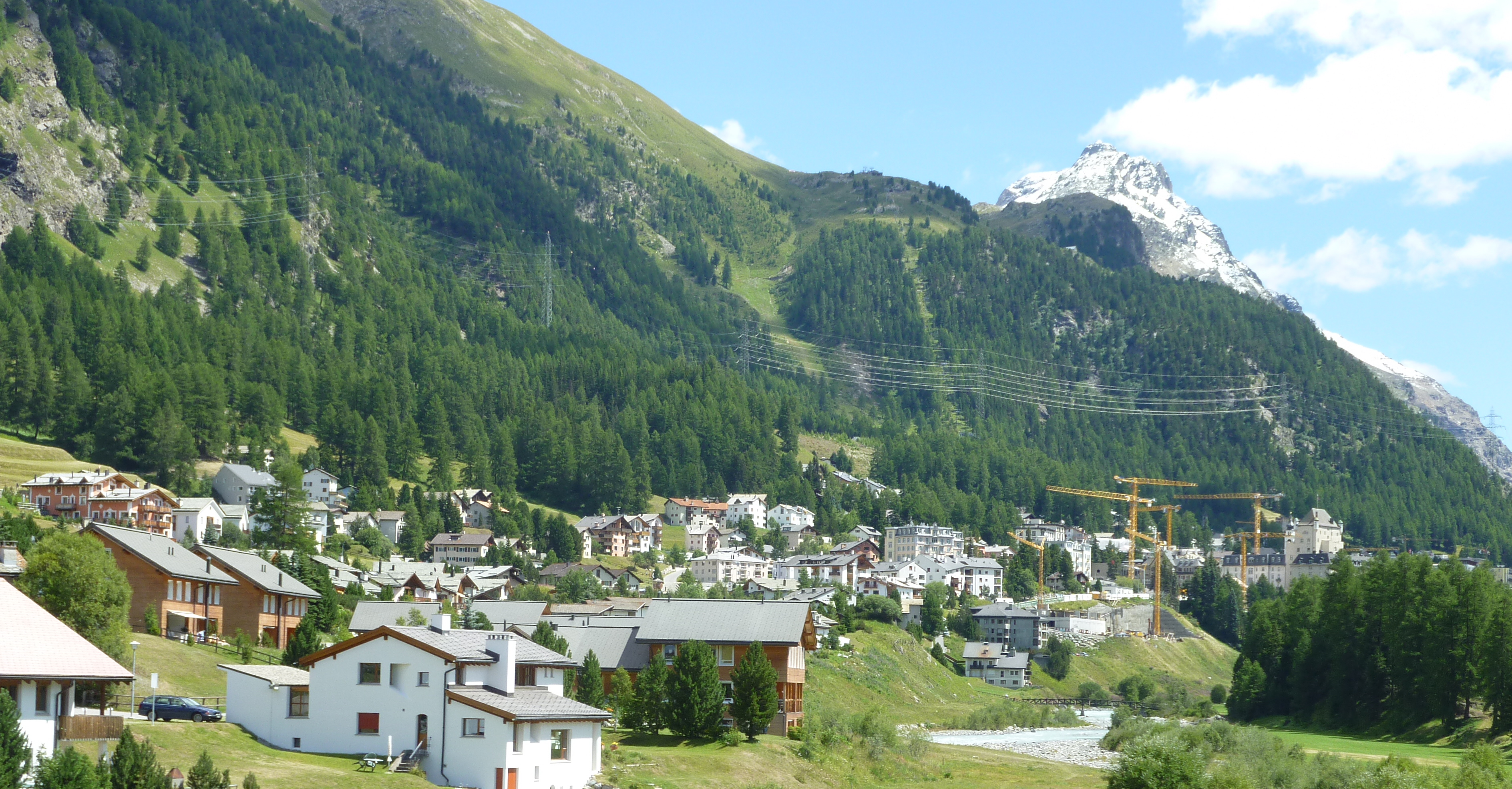
Bis 2013 war der Start des T201 in Pontresina.

- Der T201 führte von Pontresina im Oberengadin nach Davos im Landwassertal und nahm dabei den folgenden Verlauf: Pontresina – Diavolezza – Fuorcla Pischa – Pontresina – Fuorcla Surlej – St. Moritz – Chantarella – Samedan – Alp Spinas – Fuorcla Crap Alv – Bergün – Filisur – Pass digls Orgels – Savognin – Ziteil – Tiefencastel – Lenzerheide – Churer Joch – Furgglis – Carmenna – Weisshorn – Arosa – Medergen – Sapün – Strelapass – Davos Platz. Das Zeitlimit betrug 56 Stunden. Es wurden maximal 500 Läufer zugelassen.

- Der T141 war eine verkürzte Variante des T201: Samedan – Alp Spinas – Fuorcla Crap Alv – Bergün – Filisur – Pass digls Orgels – Savognin – Ziteil – Tiefencastel – Lenzerheide – Churer Joch – Furgglis – Carmenna – Weisshorn – Arosa – Medergen – Sapün – Strelapass – Davos Platz.  Das Zeitlimit betrug 44 Stunden. Es wurden maximal 500 Läufer zugelassen.

- Der T81 fand mit Start in Savognin auf derselben Strecke statt: Savognin – Ziteil – Tiefencastel – Lenzerheide – Churer Joch – Furgglis – Carmenna – Weisshorn – Arosa – Medergen – Sapün – Strelapass – Davos Platz. Das Zeitlimit betrug 30 Stunden. Es gab keine Begrenzung der Teilnehmerzahl.

- Der T41 war ein verlängerter Berg-Marathon, der sich grossteils im Schanfigg zwischen Lenzerheide und Davos abspielte: Lenzerheide – Churer Joch – Furgglis – Carmenna – Weisshorn – Arosa – Medergen – Sapün – Strelapass – Davos Platz. Das Zeitlimit betrug 26 Stunden. Es gab keine Begrenzung der Teilnehmerzahl.

### Länge und Höhenmeter der Strecken 2013
- T201: 201,4 km + 11'150 m / – 11'400 m
- T141: 134,7 km + 7'650 m / – 7'800 m
- T81: 82,7 km + 5'060 m / – 4'670 m
- T41: 48,2 km + 2'930 m / – 2'850 m

## Premiere 2012
Die Erstaustragung 2012 verlief wetterbedingt nicht erfolgreich. Nachdem der Start des T201 verschoben und die Strecke schliesslich auf 154 km verkürzt wurde, mussten T201 und T141 in der Nacht vom 6. zum 7. Juli abgebrochen werden. Rund 520 Läufer waren davon betroffen. Im Zuge dessen wurden T71 und T21 ebenfalls abgesagt. Zum Zeitpunkt des Rennabbruchs führte bei den Damen Denise Zimmermann und bei den Herren Marco Gazzola. In der Folge wurden sowohl die Entscheidung des Veranstalters als auch gewisse organisatorische Bereiche, wie etwa die Ausschilderung der Strecke, teilweise kritisiert.

### Strecken 2012

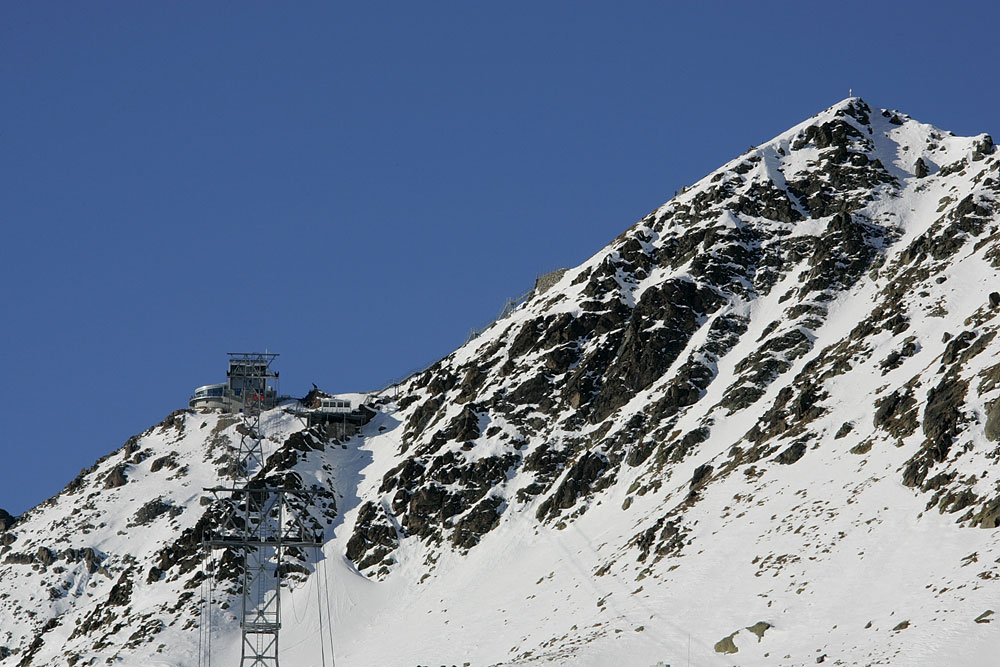
Der Übergang beim Piz Nair auf bei km 81 markierte 2012 das Dach von T201 und T141

- Der T201 führte von Pontresina im Oberengadin nach Chur im Bündner Rheintal und nahm dabei den folgenden Verlauf: Pontresina – Diavolezza – Fuorcla Pischa – Muottas Muragl – Pontresina – Fuorcla Surlej – St. Moritz – Piz Nair – Fuorcla Crap Alv – Bergün – Pass digls Orgels – Savognin – Ziteil – Tiefencastel – Lenzerheide – Parpaner Rothorn – Gredigs Fürggli – Arosa – Weisshorn – Carmenna – Farurfurgga – Churer Joch – Quaderwiese Chur. Das Zeitlimit betrug 56 Stunden. Es wurden maximal 500 Läufer zugelassen.

- Der T141 stellte im Wesentlichen eine verkürzte Variante des T201 dar: Pontresina – St. Moritz – Piz Nair – Fuorcla Crap Alv – Bergün – Pass digls Orgels – Savognin – Ziteil – Tiefencastel – Lenzerheide – Parpaner Rothorn – Gredigs Fürggli – Arosa – Weisshorn – Carmenna – Farurfurgga – Churer Joch – Quaderwiese Chur. Das Zeitlimit betrug 43 Stunden. Es waren maximal 500 Läufer zugelassen.

- Der T71 mit Start und Ziel in Chur sollte sich im Gegensatz zu den beiden längeren Läufen hauptsächlich im Bezirk Plessur abspielen. Die vorgesehene Strecke verlief von Chur – Malixer Alp – Churwalden – Lenzerheide – Parpaner Rothorn – Gredigs Fürggli – Arosa – Weisshorn – Carmenna – Farurfurgga – Churer Joch – Quaderwiese Chur. Das Zeitlimit war 32 Stunden. Es gab keine Begrenzung der Teilnehmerzahl.

- Der T21 wäre ein Berg-Halbmarathon im Schanfigg zwischen Arosa und Chur gewesen: Schulhaus Arosa – Weisshorn – Carmenna – Farurfurgga – Churer Joch – Quaderwiese Chur. Das Zeitlimit betrug 29,5 Stunden. Es gab keine Begrenzung der Teilnehmerzahl.

### Länge und Höhenmeter der Strecken 2012
- T201: 201,1 km + 10'750 m / – 11'975 m
- T141: 135,8 km + 7'930 m / – 9'155 m
- T71: 66,3 km + 4'830 m / – 4'830 m
- T21: 24,9 km + 1'860 m / – 3'020 m